# Brian Joubert

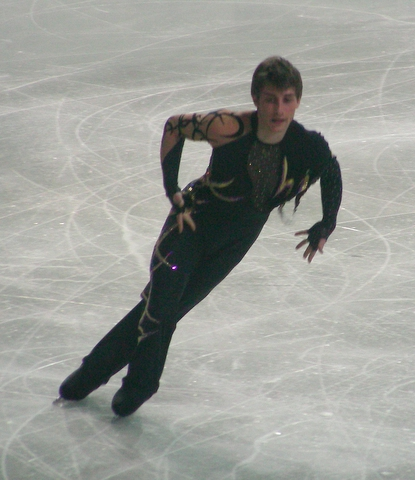
Brian Joubert

Brian Joubert (Poitiers, 20 september 1984) is een Franse coach en voormalig kunstschaatser.
Joubert is actief als solist en traint tegenwoordig bij Veronique Guyon en Nikolai Morozov, voorheen trainde hij onder anderen bij Jean-Christophe Simond, Laurent Depouilly en Katia Krier.

## Carrière
Het EK van 2002 was zijn eerste internationaal kampioenschap en Joubert behaalde bij zijn debuut meteen de bronzen medaille. Ook op de negen volgende edities bij het EK (2003-2011), stond hij op het erepodium, dit heeft niemand hem ooit voorgedaan. In 2004 kwam zijn grote doorbraak; hij versloeg verrassend Jevgeni Pljoesjtsjenko en werd Europees kampioen. Hij was toen 19 jaar oud. Hiermee werd hij de derde Fransman die de Europese titel won. Alain Giletti (1955-1957, 1960, 1961) en Alain Calmat (1962-1964) waren zijn voorgangers. Op het EK van 2007 volgde zijn tweede titel en op het EK van 2009 voegde hij er een derde titel aan toe.
Op het WK van 2004 werd hij tweede, achter Pljoesjtsjenko. Deze prestatie herhaalde hij op de WK´s van 2006 en 2008. In het tussenliggende jaar, 2007, werd hij wereldkampioen. Ook hier was hij de derde Fransman die deze titel behaalde en ook hier gingen Giletti (1960) en Calmat (1965) hem voor. Op het WK van 2009 stond Joubert na de korte kür nog eerste, hij zag zijn kansen op een tweede wereldtitel door een val in vrije lange kür in rook opgaan. Desondanks eindigde hij op plaats drie, op het WK van 2010 evenaarde hij deze prestatie.
In 2002 nam hij voor de eerste keer deel aan de Olympische Winterspelen, hij eindigde hier als veertiende. In 2006 was hij de Franse hoop op een olympische titel bij het kunstschaatsen. Op het EK in Lyon bezweek hij onder de druk, hij werd 'maar' derde. Op de Olympische Spelen liep het helemaal mis, hij reed een slechte vrije kür en eindigde als zesde. De Spelen van 2010 verliepen nog slechter voor hem, hier eindigde hij als zestiende, op de Spelen van 2014 werd hij dertiende.
Tot op heden is hij achtvoudig Frans kampioen (2003-2008 en 2011-2012).

## Stijl
Brian Joubert is een heel dynamisch schaatser. Hij is ook heel artistiek en expressief. Hij moet het vooral hebben van zijn sprongen en indrukwekkende passenreeksen. Hij is de eerste die twee quads of viervoudige sprongen deed in eenzelfde kür (waarvan 1 in combinatie). Door zijn spectaculaire schaatsstijl is hij uitgegroeid tot dé publiekslieveling. Men verweet hem te weinig variatie in zijn pirouettes te tonen, hier heeft hij de afgelopen jaren veel progressie in gemaakt. Hij danst steeds op moderne muziek: James Bond, The Matrix, Pink Floyd en Metallica. In het seizoen 2008/09 schaatst hij op Rise van Safri Duo (korte Kür) en bij de lange kür op Matrix Reloaded (soundtrack) en Requiem for a Dream (soundtrack) van Clint Mansell.
Zijn grote voorbeeld was Aleksej Jagoedin, hij heeft ook een tijdje (2003-2004) met hem getraind: dit merkte je duidelijk in zijn kürs in zijn beginperiode. Nu heeft hij echter een eigen stijl ontwikkeld.

## Persoonlijke records
|                     | punten | datum      | toernooi |
| ------------------- | ------ | ---------- | -------- |
| Hoogste totaalscore | 244.58 | 31-03-2012 | WK       |
| Hoogste korte kür   | 088.55 | 20-01-2010 | EK       |
| Hoogste vrije kür   | 161.11 | 31-03-2012 | WK       |

## Belangrijke resultaten
| Kampioenschap           | 99/00  | 00/01 | 01/02 | 02/03  | 03/04  | 04/05  | 05/06  | 06/07 | 07/08  | 08/09 | 09/10 | 10/11  | 11/12 | 12/13 | 13/14  |
| ----------------------- | ------ | ----- | ----- | ------ | ------ | ------ | ------ | ----- | ------ | ----- | ----- | ------ | ----- | ----- | ------ |
| Olympische Spelen       |        |       | 14e   |        |        |        | 6e     |       |        |       | 16e   |        |       |       | 13e    |
| Wereldkampioenschap     |        |       | 13e   | 6e     | Zilver | 6e     | Zilver | Goud  | Zilver | Brons | Brons | 8e     | 4e    | 9e    |        |
| Europees Kampioenschap  |        |       | Brons | Zilver | Goud   | Zilver | Brons  | Goud  | Brons  | Goud  | Brons | Zilver | 8e    | 4e    | 8e     |
| Nationaal Kampioenschap | 10e    | 14e   | Brons | Goud   | Goud   | Goud   | Goud   | Goud  | Goud   |       |       | Goud   | Goud  |       | Zilver |
| WK Junioren             | 15e    |       |       |        |        |        |        |       |        |       |       |        |       |       |        |
| NK Junioren             | Zilver | 4e    |       |        |        |        |        |       |        |       |       |        |       |       |        |

- Bibliothèque nationale de France: cb150650140 (data)
- International Standard Name Identifier: 0000 0000 0187 7219
- Virtual International Authority File: 34743759